# Tatra (Kambja)
Tatra – wieś w Estonii, w prowincji Tartu, w gminie Kambja.